# Dmitrij Szewicz
Dmitrij Dmitrijewicz Szewicz, ros. Дмитрий Дмитриевич Шевич (ur. 10 listopada 1913 roku w Carskim Siole, zm. 25 lipca 1982 roku w Kopenhadze) – rosyjski działacz emigracyjny.
W 1918 roku jego rodzice udali się na emigrację, zamieszkując w Belgii. Dmitrij Szewicz ukończył tam szkołę średnią. W 1931 roku przybył do Danii, gdzie pracował w rolnictwie. W 1934 roku odbył służbę wojskową w armii duńskiej, po czym został urzędnikiem. W 1945 roku nawiązał współpracę z Narodowym Związkiem Pracujących (NTS), angażując się w pomoc uchodźców z ZSRR przed przymusową repatriacją. W 1946 roku wstąpił do NTS. W 1959 roku objął funkcję korespondenta wydawnictwa „Posiew” w Danii. W 1962 roku został przedstawicielem Radia „Swobodnaja Rossija”. Od 1963 roku stanął na czele oddziału NTS w Danii. W 1968 roku wszedł w skład kierownictwa NTS. Uczestniczył regularnie w corocznych konferencjach NTS organizowanych w różnych państwach.